# Montmeló
Montmeló ist eine spanische Gemeinde in der Autonomen Region Katalonien.

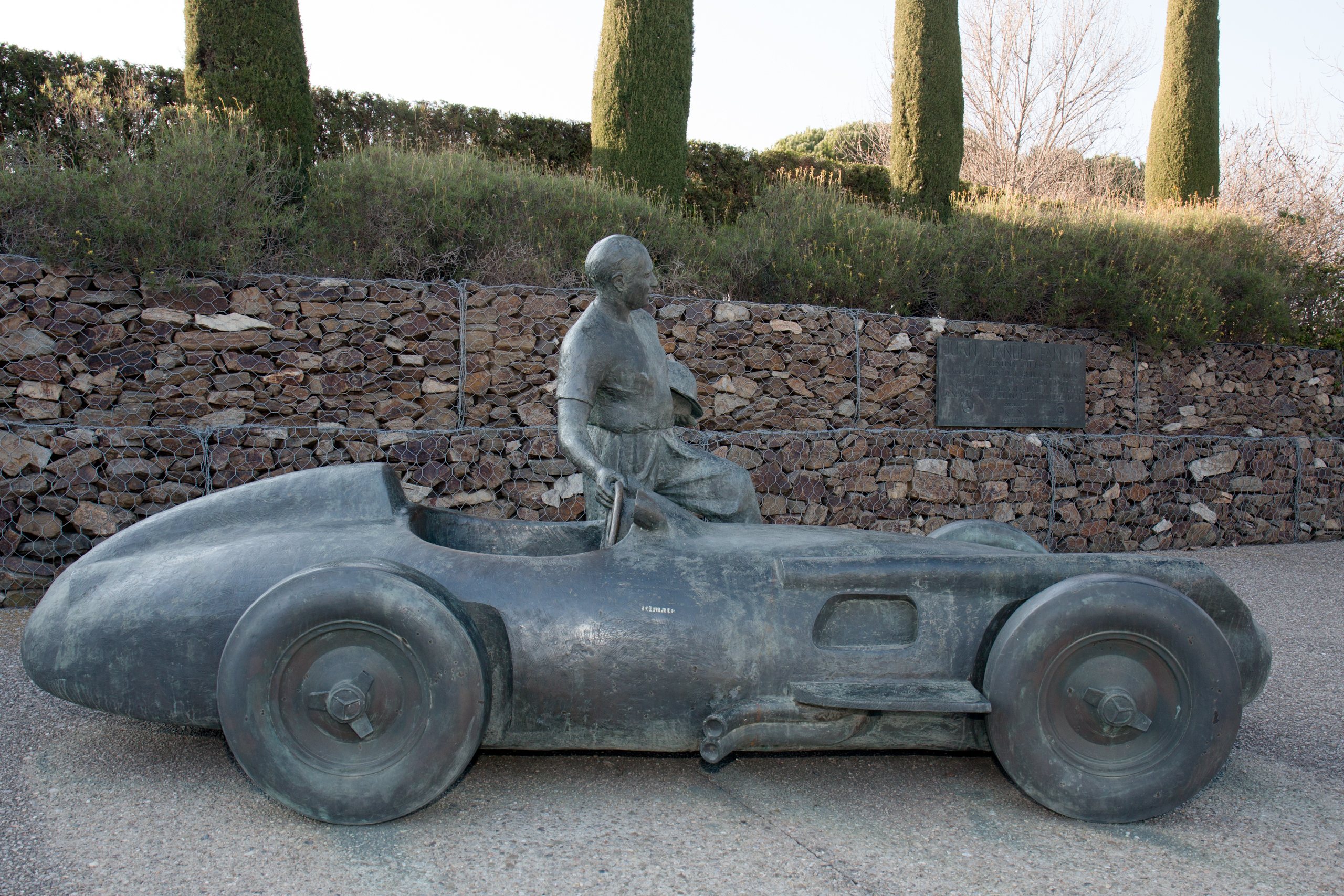
Juan Manuel Fangio neben seinem Mercedes W196. Skulptur neben der Rennstrecke.

Sie gehört zur Comarca Vallès Oriental in der Provinz Barcelona.
Montmeló liegt ca. 20 km nördlich von Barcelona am Fluss Besòs und hat 8.906 Einwohner (Stand: 2024). Überregional bekannt ist die Gemeinde durch die 1991 dort eröffnete Rennstrecke Circuit de Barcelona-Catalunya. Dort befindet sich auch eine der weltweit sechs Skulpturen, die der katalanische Künstler Joaquim Ros Sabaté zu Ehren von Juan Manuel Fangio gestaltet hat; sie stellt den berühmten Rennfahrer neben seinem Mercedes-Benz W 196 dar.
Am 10. September 2023 quert eine 7-köpfige Fußgängergruppe abends, bei einbrechender Dunkelheit, nahe der Station Montmeló an einer unzulässigen Stelle Bahngleise. Ein Zug kollidiert mit der Gruppe, 4 werden getötet.